# 駒鳴站
駒鳴站（日语：／ Komanaki eki */?）是位於佐賀縣伊萬里市大川町，屬於九州旅客鐵道（JR九州）的筑肥線車站。車站與福岡縣道237號平行。

## 車站構造
現時採用簡易車站模式運作，不設站房，原有的站房已於2004年時被拆去，原地覝亦改成2組有蓋單車停泊場及地區巴士站。
曾有說在1957-58年之間曾設有車站職員（站長）常駐。

### 月台
原設計為一島式月台，不過因業務清閒，早已改成為1線1面的設計。只使用靠向縣道一方的路軌。列車不可以在此交換。
列車靠站時，往伊萬里方向為左側上落，往唐津方向為右側上落。
| 路線    | 方向 | 目的地                      |
| ------- | ---- | --------------------------- |
| ■筑肥線 | 上行 | 經■唐津線往唐津、西唐津方向 |
| ■筑肥線 | 下行 | 伊萬里方向                  |

## 歷史
- 1935年3月1日：北九州鐵道（日语：北九州鉄道）山本站至伊萬里站之間開通[3]。
- 1937年10月1日：北九州鐵道被國有化，改為鐵道省筑肥線[4]。
- 1942年4月1日：提昇為一般車站，可辦理貨運。
- 1961年12月1日：取消貨物提取服務[5]。
- 1970年4月1日：取消手提行李提取服務[6]，同時無人化[7]。
- 1987年4月1日：國鐵分割民營化，車站由九州旅客鐵道（JR九州）營運[8]。
- 2004年：原來站房被拆去。
- 2009年2月：翻新站內平交道的警報機。

## 軼事
除了靠近車站的縣道上有數間民居外，其餘皆為農地，最近的集落位於車站的西北方及西南方，相距最少600米，因此長期以來使用人數十分疏落。最近一次錄得每天平均使用人數為2011年度，2012年度起再沒有車站的使用數據；又JR九州自2016年度起只公佈首300位最高日均使用量後，本站也從未打進排行榜及使用量超過100人次的附錄表內。
| 乘車人次變化 | 乘車人次變化 | 乘車人次變化 |
| 年度         | 1日平均人次  | 出處         |
| ------------ | ------------ | ------------ |
| 2000         | 28           | [ 統計 1 ]   |
| 2001         | 22           | [ 統計 1 ]   |
| 2002         | 24           | [ 統計 1 ]   |
| 2003         | 26           | [ 統計 1 ]   |
| 2004         | 26           | [ 統計 1 ]   |
| 2005         | 24           | [ 統計 1 ]   |
| 2006         | 21           | [ 統計 1 ]   |
| 2007         | 17           | [ 統計 1 ]   |
| 2008         | 11           | [ 統計 1 ]   |
| 2009         | 11           | [ 統計 1 ]   |
| 2010         | 15           | [ 統計 1 ]   |
| 2011         | 13           | [ 統計 1 ]   |
|              |              |              |
| 2016         | <100         | [ 統計 2 ]   |
| 2017         | <100         | [ 統計 3 ]   |
| 2018         | <100         | [ 統計 4 ]   |
| 2019         | <100         | [ 統計 5 ]   |
| 2020         | <100         | [ 統計 6 ]   |
| 2021         | <100         | [ 統計 7 ]   |
| 2022         | <100         | [ 統計 8 ]   |
| 2023         | <100         | [ 統計 9 ]   |

## 特記事項
- 電影《幸福特快車（日语：僕達急行 A列車で行こう）》（2012年3月24日上映，監督：森田芳光）在此站取景。電影中出現了JTB時間表2012年4月號、月台與KiHa125系（日语：JR九州キハ125形気動車）車輛。現時在縣道靠向車站一方仍放置了相關電影的橫額。
- NHK-BS Premium在2018年5月9日播映的節目，「2018春之旅」佐賀縣2處目的地中，此站是其中之一[2]。

## 相鄰車站
九州旅客鐵道（JR九州）
■筑肥線
佐里－駒鳴－大川野

### 統計數據
1. ↑  佐賀縣統計年鑑
2. ↑   (PDF). 九州旅客鉄道. 2017-07-31  [2017-08-01]. （原始内容 (PDF)存档于2017-08-01）.
3. ↑   (PDF). 九州旅客鉄道.   [2019-03-10]. （原始内容 (PDF)存档于2019-07-06） （日语）.
4. ↑   (PDF). 九州旅客鉄道.   [2018-07-13]. （原始内容存档 (PDF)于2019-12-06） （日语）.
5. ↑  駅別乗車人員上位300駅（2019年度） （页面存档备份，存于），JR九州。
6. ↑  駅別乗車人員上位300駅（2020年度） （页面存档备份，存于），JR九州。
7. ↑  駅別乗車人員上位300駅（2021年度） （页面存档备份，存于），JR九州。
8. ↑  駅別乗車人員上位300駅（2022年度） （页面存档备份，存于），JR九州。
9. ↑   (PDF).   [2025-04-24]. （原始内容存档 (PDF)于2024-09-19）.

## 外部連結
- JR九州駒鳴站（日語）